# Siwejka
Siwejka (też: Szwejka; 785 m n.p.m.) – szczyt w zachodniej części Beskidu Niskiego, w tzw. Górach Hańczowskich.

## Położenie
Wznosi się ok. 4 km na zach. od Hańczowej, w wyraźnie wykształconym pasemku biegnącym w osi pd.-wsch. - pn.-zach. Szczyt Siwejki znajduje się w pd.-wsch. części grzbietu tego pasemka, w którym dalej na pn.-zach. znajdują się jeszcze Czertyżne (744 m n.p.m.) i Żdziar (ok. 680 m n.p.m.).

## Orografia
Pasemko Siwejki od strony pn.-wsch. ograniczają doliny Stawiszanki (dopływ Białej) i Kapeluski (dopływ Ropki), od strony pd.-wsch. - dolina Ropki, od strony zach. dolina Białej, zaś od strony pd.-zach. dolinki drobnych cieków wodnych, dopływów Białej i Ropki. Z położonym na pn.-wsch. pasmem Bordiów Wierchu Siwejka łączy się przez przełęcz Pomiarki (ok. 600 m n.p.m.), zaś z położonym na zach. masywem Kamiennego Wierchu przez przełęcz Lipkę (685 m n.p.m.).

## Turystyka
Szczyt Siwejki, jak i całe jej pasmo, są całkowicie zalesione. Nie biegną przezeń żadne znakowane szlaki turystyczne. Z tego względu pasemko to jest bardzo rzadko odwiedzane przez turystów.